# 理查德·格雷內爾
理查德·格雷內爾（英語：Richard Grenell，1966年9月18日—）是美國的一位外交官，曾任美國駐德國大使。他曾經在喬治·W·布什任內擔任美國駐聯合國發言人。他也是第一位公開出櫃的美國內閣成員。